# Pineus pini
Pineus pini är en insektsart som först beskrevs av Macquart 1819.  Pineus pini ingår i släktet Pineus och familjen barrlöss. Arten är reproducerande i Sverige. Inga underarter finns listade i Catalogue of Life.